# David Patten
David Richard Patten (15 de junio de 1984, Placentia, California) es un exjugador profesional de baloncesto de nacionalidad estadounidense.
Tras formarse como jugador en las filas de la Weber State University inició una prolífica carrera internacional que le ha llevado a formar parte de las plantillas de distintos clubes profesionales de países como España, Holanda, México o Argentina.

## Trayectoria deportiva
- Higg School El Dorado
- 2002/03 NCAA Pepperdine University
- 2004/07 NCAA. Weber State University
- 2007/08 LEB Plata. Cáceres 2016 Basket.
- 2008/09 FEB Eredivisie. Upstairs Weert.
- 2009. LNBP. Abejas de Guanajuato.
- 2010. LNB. Boca Juniors
- 2010. IBL. Edmonton Energy
- 2010/11. LNBP. Abejas de Guanajuato.
- 2011. LNBP. Lechugueros de León